# Wasserschloss Untereisesheim
Das Wasserschloss Untereisesheim war ein mittelalterlicher und frühneuzeitlicher Herrensitz in Untereisesheim im Landkreis Heilbronn in Baden-Württemberg. Über die frühe Geschichte der Anlage gibt es nur wenige Quellen. Das zwischen den bedeutenderen Orten Heilbronn, Neckarsulm und Bad Wimpfen gelegene und bis in die jüngste Vergangenheit rein landwirtschaftlich geprägte Untereisesheim hat eine wechselvolle Besitzgeschichte, so dass der Herrensitz im Lauf der Zeit auch oft seine Besitzer gewechselt hat. Von der Anlage ist nichts erhalten, lediglich noch Flur- und Straßennamen im Ort künden von der Lage des Schlosses.

## Lage
Das Schloss befand sich einst westlich des historischen Ortskerns von Untereisesheim, im Bereich nahe des heutigen Schloßwegs. Auch die Schloßbergstraße und einige Flurnamen weisen noch auf die Lage des Schlosses hin. Das Gebiet wurde 1967 mit einem Neubaugebiet überbaut.

## Geschichte
Eine Burg in Untereisesheim wird erstmals zu Beginn des 15. Jahrhunderts in Urkunden erwähnt. Aus Vergleichen mit der ähnlich dimensionierten Burg in Eschelbronn zieht man aber den Schluss, dass die Burg wohl schon im 13. Jahrhundert bestand und der Sitz der Herren von Eisesheim war. Dieser Ortsadel besaß sowohl das benachbarte und heute zu Neckarsulm zählende Obereisesheim als auch Untereisesheim. Da in Obereisesheim kein Herrensitz nachweisbar ist, war die Burg der Herrensitz beider Orte, die überhaupt erst im 13. Jahrhundert voneinander unterschieden werden. Die Herren von Eisesheim waren Lehensleute der Herren von Weinsberg, die als Ministerialen der Staufer zum bedeutendsten regionalen Adelsgeschlecht des Hochmittelalters am mittleren Neckar aufgestiegen waren und die Besitz in beiden Eisesheim hatten.
Im Verlauf des 14. Jahrhunderts starben die Herren von Eisesheim mit dem 1382 letztmals genannten Wilhelm von Eisesheim aus. Gleichzeitig erlebten die Herren von Weinsberg ihren wirtschaftlichen Niedergang und sahen sich gezwungen, ihre Besitztümer sukzessive zu verkaufen und zu verpfänden. 1403 verkaufte ein Engelhard von Weinsberg einen Teil seines Besitzes in Untereisesheim, wobei die Burg anlässlich dieses Verkaufs erstmals in den Urkunden erscheint, aber nicht Teil des verkauften Besitzes, sondern damals noch als Lehen der Weinsberger an die Herren von Bödigheim vergeben war. Nur kurz darauf wurde 1409 ein Volmar Lämlin als Besitzer der Burg benannt. 1429 bekundete Volmar Lämlin d. J., dass ein Konrad von Weinsberg ihn und seinen Vater Volmar in verschiedene Lehen eingesetzt hatte, worunter sich auch die Burg in Untereisesheim befand, die gemäß seiner Beschreibung von Wassergräben umgeben war. Die Lehensherrschaft ging unterdessen um 1440 an die Pfalzgrafen bei Rhein, als diese die wirtschaftlich inzwischen völlig ruinierte Herrschaft Weinsberg erwarben. Ein Peter Lämlin verkaufte 1447 oder etwas früher Schloss und Burg Untereisesheim mit allem Zubehör an Erhard Utzlinger, der jedoch die Kaufsumme schuldig blieb. Bald darauf traten die Herren von Rosenberg als Besitzer von Burg und Ort auf, die 1453 von der Stadt Heilbronn Schadenersatz forderten, weil Heilbronner 1450 in das Dorf eingefallen waren. Wenig später waren Burg und Ort im Besitz von Heinrich von Helmstatt, der den Besitz an seinen Bruder Raban verkaufte, der 1455 von Pfalzgraf Friedrich in das Mannlehen eingesetzt wurde. 1461 verkaufte Raban von Helmstatt Schloss und Dorf an Konrad von Lomersheim. Die Herren von Lomersheim blieben für knapp 200 Jahre die Ortsherren.
Als 1503 der Bayerische Erbfolgekrieg aufflammte, in dem Pfalzgraf Philipp gegen Albrecht von Bayern und den mit ihm verbündeten Herzog Ulrich von Württemberg sowie die kaiserlichen Truppen antrat, versuchte zunächst der für Ulrich kämpfende Heerführer Gangolf von Geroldseck mit einem Reitertrupp von Bretten aus die Burg Untereisesheim einzunehmen, scheiterte dabei jedoch an deren Wehrhaftigkeit. Wenig später plünderten württembergische Truppen das Dorf. Herzog Ulrich zog mit kaiserlichem Befehl die Lehensherrschaft über die Burg Untereisesheim an sich, wodurch die Burg 1504 württembergisch wurde. Ulrich plante auch, das Lehen an andere Gefolgsleute zu vergeben, jedoch konnten die Lomersheimer in einer zähen Auseinandersetzung das Lehen weiter für sich beanspruchen.
In der Zeit der Reformation im Kraichgau nach 1525 gerieten die Lomersheimer erneut in Konflikt mit dem Kaiser, als sie sich der lutherischen Lehre anschlossen. Die anstelle des verbannten württembergischen Herzogs Ulrich in Stuttgart amtierende kaiserlich-österreichische Regierung entsandte eine Truppe unter Obervogt Christoph von Habsberg nach Untereisesheim, wo man die Öffnung der Burg erzwang und Konrad von Lomersheim sowie seinen Sohn Samson gefangen nahm und sie zum Strafgericht nach Stuttgart zitierte. Die Lomersheimer konnten jedoch ihr gutes Verhältnis zur Kurpfalz dazu nutzen, dass die Sache letztlich im Sand verlief und 1530 wieder ein reformatorischer Geistlicher aufziehen konnte.

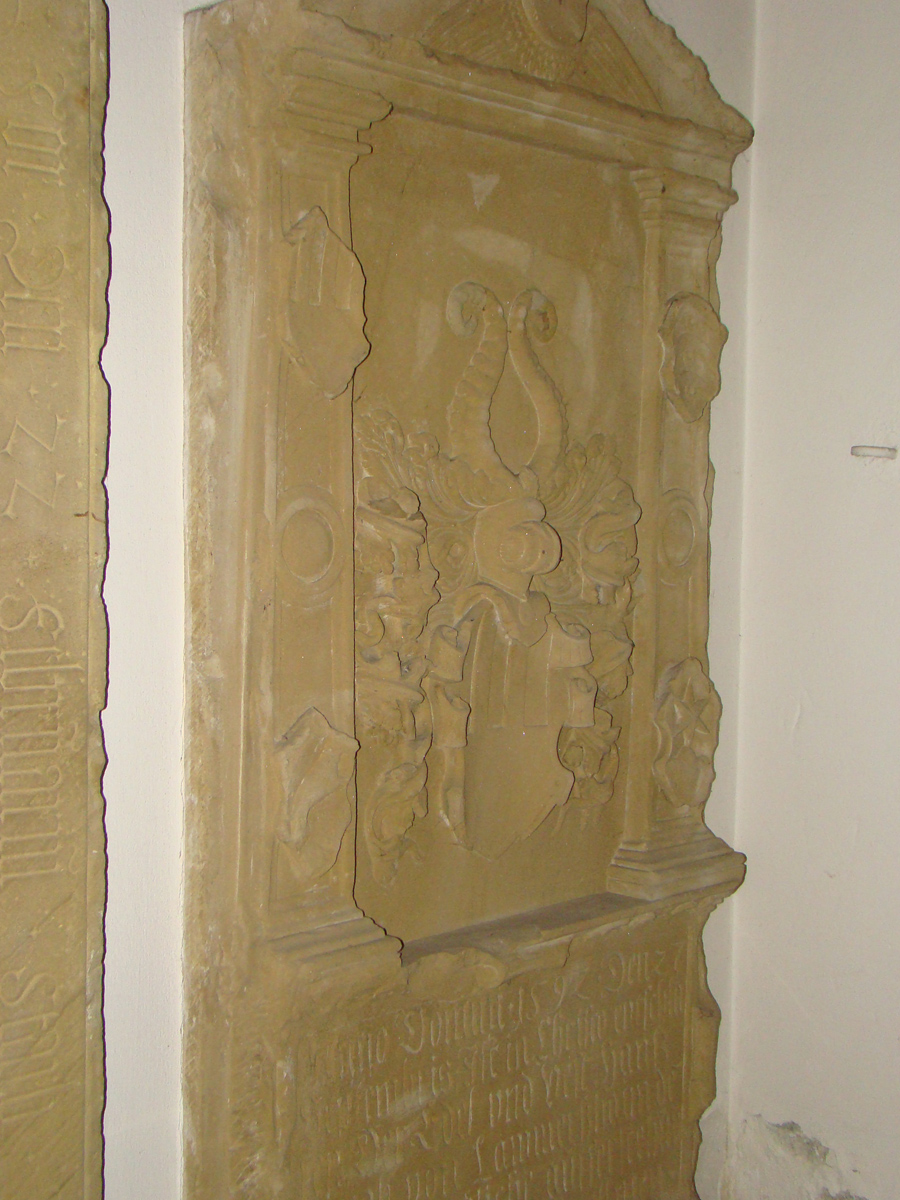
Grabmal des Schlossherrn Hans Jakob von Lomersheim († 1592) in der Kunibert-Kirche.

Als Samsons Sohn Hans Jakob von Lomersheim das Schloss um 1580 umfänglich erneuerte, häufte er große Schulden auf und brachte die Bevölkerung mit überzogenen Frondiensten gegen sich auf. Die Einwohner wandten sich schutzsuchend an ihre früheren Landesherren in Heidelberg, wo 1591 genaue Fronregeln für den Ort ausgehandelt wurden. Auseinandersetzungen über die Frondienste für die Schloss- und Ortsherren dauerten aber auch unter Hans Sixt von Lomersheim an, der 1592 seinem Vater Hans Jakob gefolgt war. Erst anlässlich eines Konvents des Ritterkantons Kraichgau von 1641 konnte eine allen Seiten genügende Fronregelung gefunden werden.
Schlossherr Hans Sixt von Lomersheim war herzoglich-württembergischer Forstmeister der Linie Württemberg-Neuenstadt in Neuenstadt am Kocher. Er hatte das wegen der baulichen Erneuerung des Schlosses verschuldete Erbe des Vaters nur widerwillig angetreten. Als der württembergische Staat, dessen Kerngebiete wegen des Heilbronner Neckarprivilegs von der Neckarschifffahrt ausgeschlossen waren, die Errichtung eines Neckarhafens nördlich von Heilbronn plante, erwarb Herzog Friedrich I. 1606 einen Teil von Kochendorf. Die Hafenpläne wurden nach dem Tod Friedrichs 1608 zwar vorerst wieder aufgegeben und auch der Teil von Kochendorf kam an die vorigen Besitzer zurück, aber dennoch spielte die Nutzung des Neckars in diesem Bereich erneut eine Rolle, als Hans Sixt von Lomersheim 1624 Schloss und Dorf Untereisesheim Herzog Johann Friedrich zum Kauf anbot. Die Verhandlungen zogen sich einige Zeit und schienen zunächst positiv zu verlaufen, scheiterten jedoch im Sommer 1625.
Im Dreißigjährigen Krieg wurden Schloss und Dorf Untereisesheim mehrfach geplündert. Von der bedeutendsten Schlacht der näheren Umgebung, der Schlacht bei Wimpfen 1622, liegen über Untereisesheim keine Nachrichten vor, die Verhältnisse dürften jedoch unmittelbar nach der Schlacht und in den Folgejahren ähnlich schrecklich gewesen sein, wie sie für das benachbarte Obereisesheim vielfach beschrieben wurden. Nachdem Hans Sixt von Lomersheim 1634 kinderlos starb, bemühte sich der letzte männliche Nachkomme der Familie, Ludwig Friedrich von Lomersheim, um das württembergische Lehen. Da er jedoch im Kriegsdienst stand, verwaltete seine Nichte Anna Constantia von Hennenberg den Besitz. Deren Sohn Hans Friedrich handelte auf dem Ritterkonvent 1641 die Fronregelung mit den Untereisesheimer Untertanen aus. Der Krieg wütete jedoch weiter. Schlossherr Ludwig Friedrich von Lomersheim fiel 1645 in der Schlacht bei Herbsthausen. 1647 war Untereisesheim vollständig entvölkert, das Schloss zerfiel.
In dieser Situation gegen Ende des Dreißigjährigen Krieges trat Johann von Werth ab 1644 mit der Bitte um Belehnung mit dem zerfallenen Schloss in Untereisesheim an Herzog Eberhard III., der Werth im Dezember 1645 mit dem Schloss belehnte. Werth sammelte zu jener Zeit zwar einige Besitztümer im Kraichgau, aber hat sich nicht mehr bedeutend um sie gekümmert. Er starb 1652.
Das Schloss in Untereisenheim spielt danach keine Rolle mehr, sondern scheint vollends verfallen und abgerissen worden zu sein. Anna Constantia von Henneberg, die immer noch mit den Jahrzehnte zuvor durch Hans Jakob von Lomersheim aufgehäuften Schulden zu tun hatte, bot den ihr verbliebenen Besitz im Dorf der Ritterschaft Kraichgau an, fand jedoch aufgrund des desolaten Zustandes des Dorfes keinen Käufer. Schließlich verkaufte sie den meisten Besitz 1655 an Württemberg, das den Besitz von Heilbronn aus von einem Pfleger verwalten ließ.
Von württembergischer Seite gab es in der zweiten Hälfte des 17. Jahrhunderts dann Bestrebungen zum Bau einer Festung und eines Handelshafens in Untereisesheim. Die von Baumeister Matthias Weiß (1636–1707) im Jahr 1672 erstellten Festungsbaupläne und alle Planungen für einen Hafen wurden letztlich nach dem Tod von Herzog Eberhard III. 1674 verworfen.
Das Schloss war 1701 bereits abgebrochen, da der württembergische Pfleger in jenem Jahr Anweisungen zum Transport von Steinen des abgebrochenen Schlosses gab. Einige zum Schlossbereich zählende Wirtschaftsgebäude wie Scheunen oder Keltern werden auch in späterer Zeit noch gelegentlich erwähnt. In der ältesten erhaltenen Flurkarte von Untereisesheim 1834 sind jedoch nur noch ein U-förmiger Wassergraben an der Stelle des einstigen Schlosses sowie südöstlich davon die Kelter als einzeln freistehendes Gebäude zu erkennen.
In den 1960er Jahren wurde das gesamte Areal mit einem Neubaugebiet überbaut. Während der dabei durchgeführten archäologischen Untersuchungen konnten noch einige Mauerzüge beobachtet und einige Scherben aufgesammelt werden. Bei den Scherbenfunden handelt es sich um spätmittelalterliche Drehscheibenkeramik sowie um Teile von Ofenkacheln.